# Peer Günt

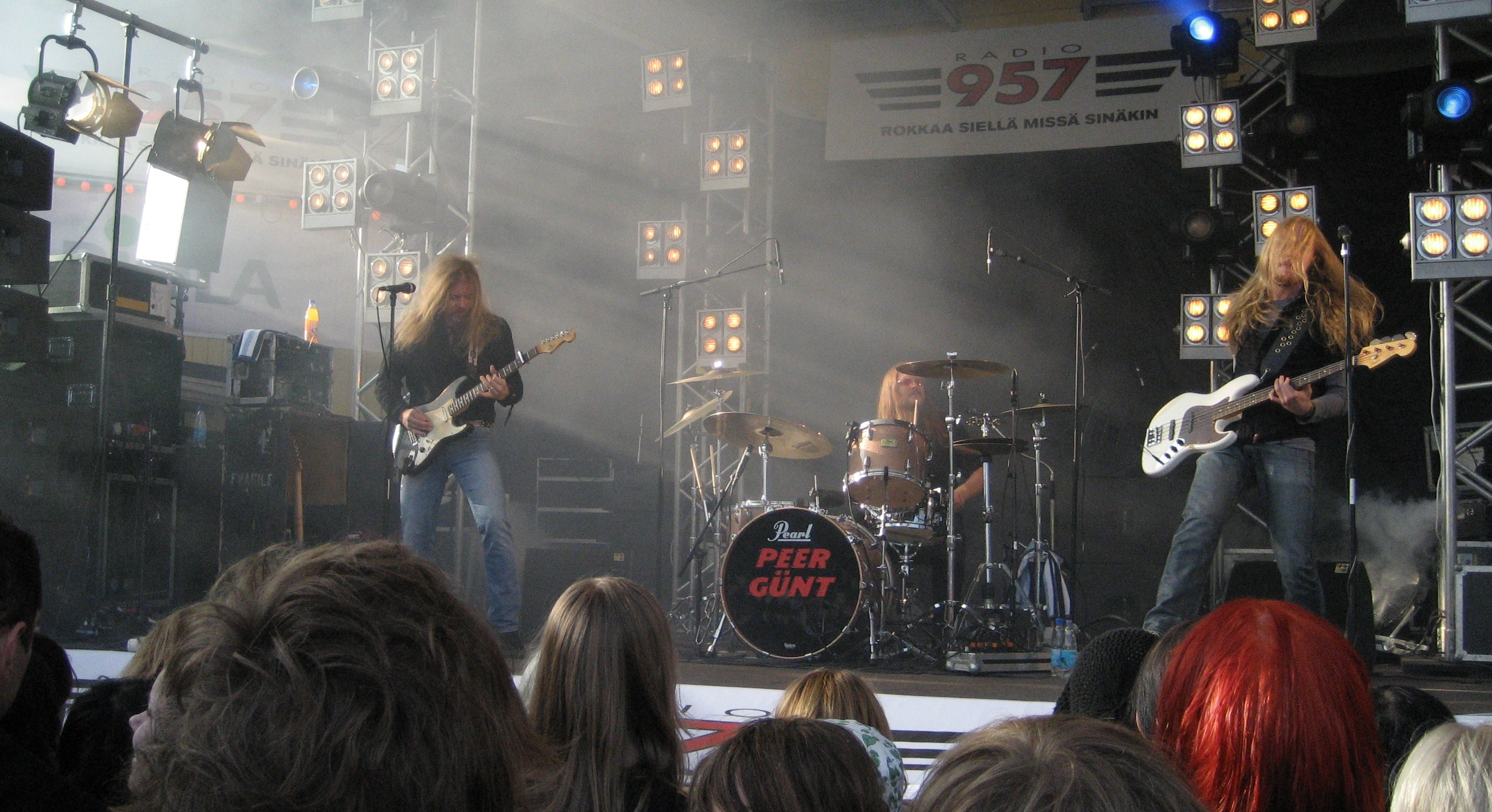
Peer Günt

Peer Günt är ett hårdrocksband från Finland som bildades 1976 och då bestod av Timo Nikki på sång och gitarr, Vesa Suopanki på basgitarr och Pauli Johansson på trummor. 
Genom åren har bandet bytt medlemmar flera gånger dock alltid med Timo Nikki (född 1960) på gitarr.
1977 togs Jussi Kylliäinen på akustisk gitarr in. 1978  byttes alla utom Nikki ut. Jukka "Luigi Sawaletto" Loikala blev basgitarrist och Reima "Reiska" Saarinen blev bandets trumslagare. Seppo "Sefi" Karjalainen spelade även keyboard i bandet ett kort tag. Cirka 1979 byttes Loikala ut mot Petri Korppi och Timo Kipahti började även han som sångare och gitarrist. Bandet hade då ett kort tag två sångare/gitarrister. Kipahti lämnade dock bandet kort därefter. 1981 ersattes Korppi av Loikala och den fenomenalt rytmiske trumslagaren Teijo "Quartz Örwin" Erkinharju. 1983 blev Teijo "Tsöötz" Kettula (född 1958) bandets basist och den dynamiske trumslagaren Erkinharju  (född 1962) bytte smeknamn till "Twist Twist". 
Denna åttonde upplaga av bandet blev den mest stabila och framgångsrika och bestod 1983-2005. Bandet hade ett oerhört energiskt, tajt och kompakt livesound. Denna upplaga av bandet var i slutet av 80-talet ytterst nära ett massivt internationellt genombrott. Deras ganska "grabbiga", okomplicerade, livssprudlande hårdrocksblues blev emellertid väldigt "ute" i medierna i och med grungevågen i början av 90-talet.
Efter 22 år tillsammans ute på de finska landsvägarna skiljdes så denna upplaga av Peer Günt i början av 2005 efter två utsålda avskedsspelningar på anrika Tavastia i Helsingfors.
Timo Nikki gjorde dock tidigt klart att han avsåg fortsätta sin musikkarriär med Peer Günt. Basisten Kettula ersattes därför av Petri "Pete" Pohjanniemi och trumslagaren Erkinharju ersattes av Sauli "Sakke" Koivula.
Denna nionde upplaga av bandet släppte 2007 CD:n "Guts and Glory".

## Diskografi
- Don't Wanna Speeding / Never Said I'll Fall (7" singel)     (1979)
- Animal Lover / Liquire And Drugs (7" singel)                (1980)
- Woman On The Radio / Driving Like A Mad (7" singel)         (1981)
- I Don't Wanna Be A (Rock'n'Roll Star /Behind The Line (7" singel)  (1985)
- Through The Wall (mini 12"LP)   (1985)
- Peer Günt                       (1985)
- Backseat                        (1986)
- Good Girls Don't...             (1987)
- Bartender-LIVE (mini 12"LP)     (1987)
- Fire Wire (1988)
- Years On The Road (samlings-CD) (1989)
- Don't Mess With The Countryboys (1990)
- Smalltown Maniacs               (1994)
- Golden Greats (samlings-CD)     (1997)
- Liquire and Drugs (samlings-CD) (2002)
- No Piercing, No Tattoo          (2005)
- Bad Boys Are Here (samlings-CD) (2005)
- Live at Rockperry CD / DVD     (2006)
- Guts And Glory                  (2007)
- Buck The Odds                  (2009)
- Live Today, Gone Tomorrow (live)                 (2011)